# محمدمحسن ربانی
محمدمحسن ربانی (زادهٔ ۲۹ فروردین ۱۳۶۲ در قم) ورزشکار پرش با نیزهٔ اهل ایران است.
ربانی رکورددار پرش با نیزهٔ ایران با ۵٫۳۶ متر (تهران، ۱۳۸۸) و قهرمان مسابقات قهرمانی دوومیدانی آسیا (اَمان، ۲۰۰۷) است.
در حال حاضر به مربیگری تخصصی پرش بانیزه می پردازد.